# Giuseppe Giriodi
Giuseppe Giriodi, detto Geppe (Rivoli, 13 ottobre 1894 – Buttigliera Alta, 21 luglio 1981), è stato un notaio e calciatore italiano, di ruolo attaccante o mediano.

## Biografia
Figlio di un professore di matematica, Giriodi si diplomò all'istituto tecnico Sommeiller di Torino. Frequentò per un anno la scuola ufficiali dell'esercito, prendendo i gradi di sottotenente. Durante la Grande Guerra partì come volontario al fronte con la qualifica di ufficiale degli alpini.
Si iscrisse alla facoltà di Giurisprudenza di Torino nel 1921, laureandosi il 14 luglio del 1925 con una tesi su L'intervento dello Stato in materia di assicurazione.
Ottenne l'abilitazione notarile e, tramite questa professione, legò ulteriormente se stesso all'amata Juventus, poiché ne fu il notaio.

## Carriera

### Calciatore
Entrato già nel 1910, a sedici anni, nelle formazioni minori, fece il suo esordio con la Juventus contro il Casale il 10 novembre 1912 in una sconfitta per 3-0. Il primo dei suoi gol avvenne contro la Nazionale Lombardia il 23 novembre 1913, mentre la sua ultima partita fu contro il Bologna l'8 marzo 1925 in una sconfitta per 2-1. Cominciò come attaccante grazie alla sua buona tecnica, arretrò in un secondo tempo a mediano, a causa della sua ridotta rapidità. Nelle sue nove stagioni bianconere, collezionò 86 presenze e segnò 28 reti di cui una su rigore. Durante la Grande guerra dovette sospendere l'attività agonistica, ma riuscì comunque a disputare la coppa Federale del 1915 celandosi dietro al cognome fittizio di Laviosa.
A causa dei capelli rossi che si stagliavano in campo grazie all'altezza, veniva anche soprannominato "Testa 'nvisca".

## Statistiche

### Presenze e reti nei club
| Stagione        | Club            | Campionato      | Campionato | Campionato |
| Stagione        | Club            | Comp            | Pres       | Reti       |
| --------------- | --------------- | --------------- | ---------- | ---------- |
| 1912-1913       | Juventus        | Prima categoria | 4          | 0          |
| 1913-1914       | Juventus        | Prima categoria | 13         | 8          |
| 1914-1915       | Juventus        | Prima categoria | 6          | 4          |
| 1919-1920       | Juventus        | Prima categoria | 18         | 8          |
| 1920-1921       | Juventus        | Prima categoria | 10         | 5          |
| 1921-1922       | Juventus        | Prima categoria | 7          | 2          |
| 1922-1923       | Juventus        | Prima divisione | 15         | 1          |
| 1923-1924       | Juventus        | Prima divisione | 6          | 0          |
| 1924-1925       | Juventus        | Prima divisione | 7          | 0          |
| Totale Juventus | Totale Juventus |                 | 86         | 28         |
| Totale carriera | Totale carriera |                 | 86         | 28         |